# ワンエフ
『ワンエフ』（英: TOYAMA ONE F）は、北日本放送（KNBテレビ）で2018年4月20日からゴールデンタイムに生放送されている情報番組である。
正式タイトルは『ワンエフ TOYAMA ONE F』。

## 概要
北日本放送では、2018年4月改編で同局の開局以来、初めてゴールデンタイムに自社制作のレギュラー番組として本番組を放送することを発表した。また、大都市圏を除くローカル局が自社制作番組をレギュラー編成するのは日本テレビ系列でも初めてとなった。2018年4月6日までは通常時、金曜 19:00 - 19:56は日本テレビとの同時ネットだったが、本番組開始に伴い遅れネットに移行した。
「自由（Free）に、なりたい未来（Future）を考えるステキな（Fantastic）金曜日（Friday）」をキャッチフレーズとして、1週間の出来事を振り返るほか、富山県に関する情報や話題も扱う。
番組名は、「オンリーワン」の「ワン」と女性のFemale、最前線のFrontierの英語の頭文字「F」から由来しており、視聴対象を主に20代から30代の女性としている。
番組観覧が行われていたが、新型コロナウイルスの影響などにより、2022年3月末時点では再開されていない。
2023年4月7日に18:55 - 19:00の時間帯に『TOYAMAソラサンポ』を開始することになったため、同年4月21日からは19:00 - 19:56の放送に変更。2024年4月5日からは放送時間はそのまま毎月第1金曜の月一回放送に縮小された。

## 放送時間
全て日本時間（JST）で記す。
| 期間      | 期間      | 放送時間（JST）                 |
| --------- | --------- | ------------------------------- |
| 2018.4.20 | 2023.3.24 | 金曜日 18:55 - 19:56（61分）    |
| 2023.4.21 | 2024.3.29 | 金曜日 19:00 - 19:56（56分）    |
| 2024.4.5  | 現在      | 第1金曜日 19:00 - 19:56（56分） |

## 現在の出演者
MC
- 関あつし（母心、2021年4月2日 - 現在 ）

キャスター
- 柴田泰佳[注 5]（フリーアナウンサー、2018年4月20日 - 現在）

フラワーレター
- 南歩薫（北日本放送アナウンサー）

リポーター
- 平百恵（北日本放送アナウンサー）
- CHIKO（2018年4月20日 - 現在）

## 過去の出演者
キャスター
- 嶋川武秀（母心、2018年4月20日 - 2021年3月19日、2021年10月に行われた高岡市議会議員選挙出馬準備の為降板）
- 粟島佳奈子（当時北日本放送アナウンサー、2018年4月20日 - 2020年3月）
- 大沢綾子（北日本放送アナウンサー、2020年4月3日 - 2022年4月1日）
- 上野透（北日本放送アナウンサー、2021年4月2日 - 2023年3月15日）

フラワーレター
- 網谷辰海（北日本放送アナウンサー、2018年4月20日 - 2021年3月19日）

ランジャタイによると
- ランジャタイ
  - 伊藤幸司（2022年10月7日 - 2024年8月2日）
  - 国崎和也（同上）

## 放送内容

### 主なコーナー
- きょうの注目ニュース
- 今週のニュースランキング
- アングルF
- トレンドF
- CHIKO旅
- フラワーレター Flower Letter
- ファイルF
- ランジャタイによると（2022年10月7日 - 2024年8月2日）

など

## 使用曲
オープニングテーマ、ジングル
- SANOVA「Graceful Day」

エンディングテーマ
- CHIKO「光の街」

フラワーレター
- Superfly「愛をこめて花束を」（ピアノバージョン）

## 備考
2022年7月8日放送分は、安倍晋三銃撃事件に伴う『news every.特別版』（日本テレビ制作、同時ネット）を放送のため、急遽中止となった。予定されていた放送日は3週間後、緊急蔵出し版として放送された。

## スタッフ
- 総合演出：坂田奈津美[1]（2018年4月20日 - 現在）
- 製作著作：北日本放送